# Povolávací rozkaz

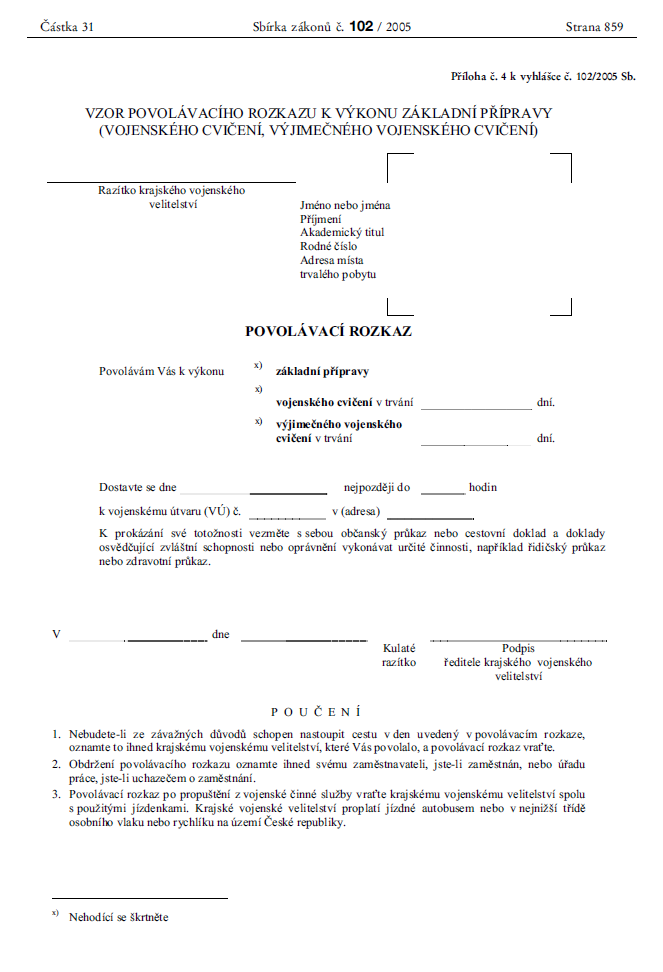
Vzor povolávacího rozkazu k výkonu základní přípravy (od 2005)

Povolávací rozkaz je dokument, kterým je voják vyzýván k nástupu ke konkrétnímu vojenskému útvaru a k vykonání vojenské služby. 

## Povolávací rozkaz v Česku
V České republice je povolávací rozkaz upraven v zákoně č. 585/2004 Sb., o branné povinnosti a jejím zajišťování (branný zákon), ve znění pozdějších předpisů. Podle tohoto zákona je povolávací rozkaz vojenským dokladem, a tak veřejnou listinou. Povolávací rozkaz obsahuje důvod povolání, jméno nebo jména a příjmení, akademický titul, rodné číslo, adresu místa trvalého pobytu, dobu a místo, kam se má voják v záloze nebo občan dostavit, a způsob přepravy.